# Grudusk
Grudusk ist ein Dorf und Sitz der gleichnamigen Gemeinde im Powiat Ciechanowski der Woiwodschaft Masowien, Polen.

## Gemeinde
Zur Landgemeinde (gmina wiejska) Grudusk gehören 24 Ortschaften:
Borzuchowo-Daćbogi
Grudusk
Humięcino
Humięcino-Andrychy
Humięcino-Koski
Kołaki Wielkie
Leśniewo Dolne
Leśniewo Górne
Łysakowo
Mierzanowo
Nieborzyn
Przywilcz
Pszczółki Górne
Purzyce-Rozwory
Purzyce-Trojany
Rąbież Gruduski
Sokołowo
Sokólnik
Strzelnia
Stryjewo Wielkie
Wiksin
Wiśniewo
Żarnowo
Zakrzewo Wielkie
Weitere Orte der Gemeinde sind:
Dębowo
Grudusk-Brzozowo
Grudusk-Olszak
Humięcino-Klary
Humięcino-Retki
Kołaki Małe
Mierzanowo-Kolonia
Polanka
Pszczółki-Czubaki
Pszczółki-Szerszenie
Zakrzewo Małe